# Poezje. Seria druga
Poezje. Seria druga – tomik wierszy Kazimierza Przerwy-Tetmajera, opublikowany w 1894. Zbiór ten jest powszechnie uważany za przełomowy nie tylko w twórczości poety, ale w literaturze polskiej w ogóle. Datę jego ukazania się uznano za początek okresu Młodej Polski. Tomik zawiera między innymi wiersze Koniec wieku XIX, Prometeusz, Hymn do Nirwany, Melodia mgieł nocnych, Evviva l’arte!, Narodziny Afrodyty, Widok ze Świnicy do Doliny Wierchcichej, Morskie Oko, Na pogrzeb Teofila Lenartowicza i Burza. Na tle zebranych w tomie liryków wyróżnia się utwór List Hanusi, ułożony oktawą, czyli zwrotką ośmiowersową rymowaną abababcc, napisany dialektem podhalańskim. Wiersze Tetmajera z omawianej edycji charakteryzują się wyrafinowaną formą wersyfikacyjną. Poeta stosuje różne strofy, trójwersową (Życie), czterowersową (Geniusze, Kwiat symboliczny, Widziadło), pięciowersową (Poeci idealiści, Ona), sześciowersową (Któż nam powróci..., Evviva l’arte!, Czemu dziś mój kochanek ze schylonem czołem..., Zacisza), siedmiowersową (Wstęp) i ośmiowersową (Narodziny Afrodyty). Wykorzystuje też różne rodzaje wiersza, ustalony w tradycji trzynastozgłoskowiec i stosunkowo nowy dziewięciozgłoskowiec ze średniówką po sylabie piątej.